# حسین بالیچ
حسین بالیچ (انگلیسی: Husein Balić؛ زادهٔ ۱۵ فوریهٔ ۱۹۹۶) بازیکن فوتبال اهل اتریش است که در حال حاضر برای ووچ در پست هافبک بازی می‌کند.
از باشگاه‌هایی که در آن بازی کرده است می‌توان به فوروارتس اشتایر و سنت پولتن اشاره کرد.
وی همچنین در تیم‌های ملی فوتبال زیر ۲۱ سال و اتریش بازی کرده است.

## دوران باشگاهی
وی نخستین بازی خود در بوندس‌لیگا اتریش را برای سنت پولتن در تاریخ ۲۳ سپتامبر ۲۰۱۷ در دیداری برابر آدیمرا واکر مدلینگ انجام داد.

### لاسک
در ۲۳ دسامبر ۲۰۱۹، لاسک تأیید کرد که بالیچ با قراردادی تا تابستان ۲۰۲۴ به این باشگاه پیوسته است.

### اواکس ووچ
در ۱۰ ژانویه ۲۰۲۴، بالیچ به اکسترا کلاسای لهستان و تیم اواکس ووچ با قراردادی تا ژوئن ۲۰۲۵ و با امکان تمدید برای یک سال دیگر پیوست. او در نخستین بازی خود در جریان شکست ۲–۱ خارج از خانه در لیگ برابر کرونا کیلچه گلزنی کرد. این مسابقه در تاریخ ۱۲ فوریه برگزار شد.

## دوران ملی
بالیچ که در اتریش به دنیا آمده است، اصالتاً اهل بوسنی و هرزگوین و زادهٔ خانواده‌ای بوسنیایی است. او نخستین بازی خود را برای تیم ملی فوتبال اتریش در ۱۱ نوامبر ۲۰۲۰ در یک بازی دوستانه برابر لوکزامبورگ انجام داد. وی در دقیقهٔ ۵۸ به جای والنتینو لازارو وارد زمین شد.